# Ушма
Ушма́ (рос. Ушма) — селище у складі Івдельського міського округу Свердловської області.
Населення — 30 осіб (2010, 5 у 2002).
Національний склад населення станом на 2002 рік: росіяни — 60 %.